# 台北捷運381型電車

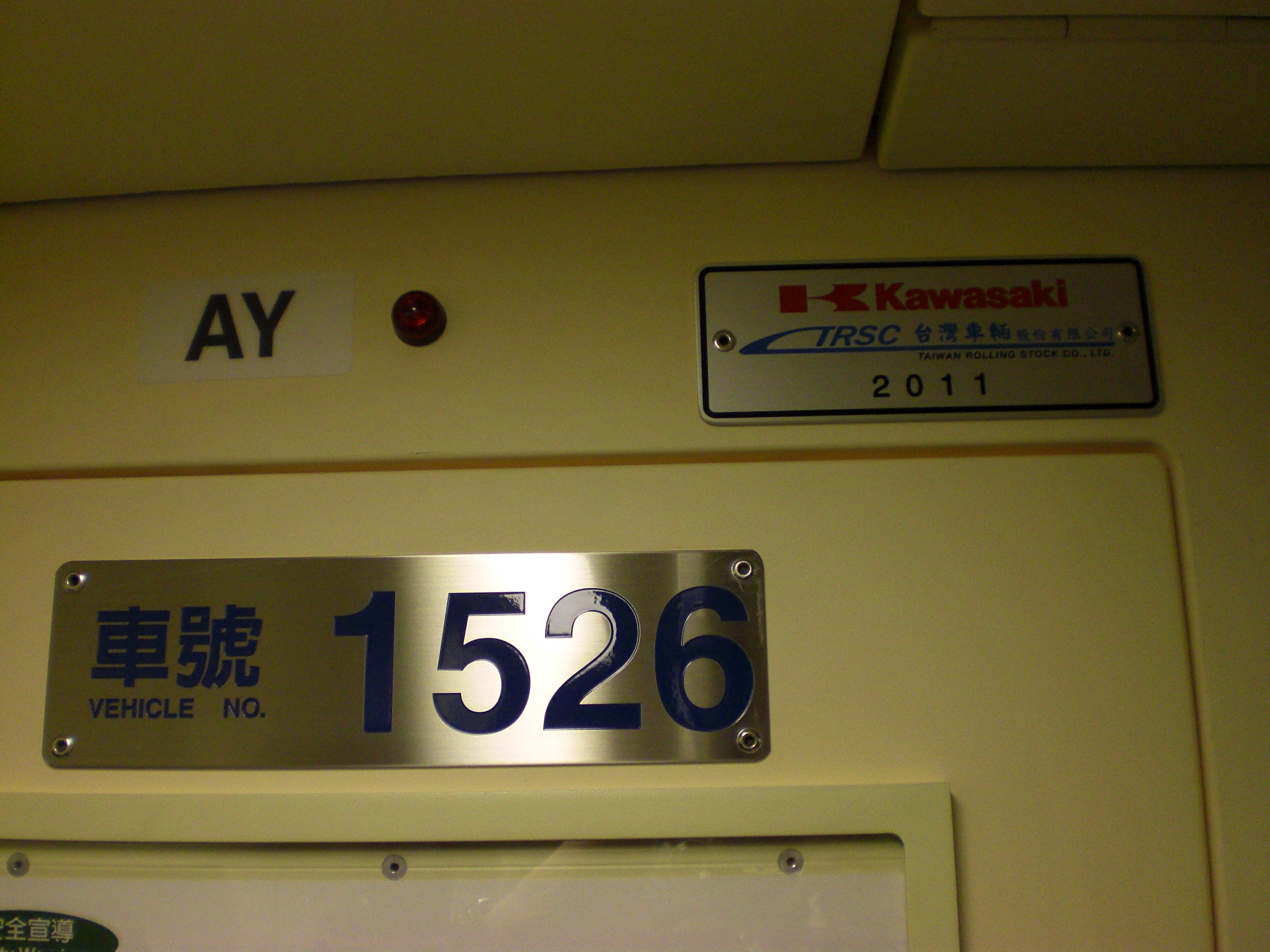
車番と製造銘板

台北捷運381型電車（たいほくしょううん381がたでんしゃ）、またはC381型電車は2012年から台北都会区大衆捷運系統（台北捷運、台北メトロ、北捷）で運用されている通勤型電車。

## 概要
文湖線を除く路線で運用されている通常規格の高運量電車としては5世代目、日本製としては3代目にあたり、信義線・松山線開業に備えて24編成48組144両が配備された。7編成を川崎重工が、残り17編成を台湾車輌公司が受託製造している。部品点数の半数以上が前世代の371型と共通で、その後継派生型とされている。
形式名は台北市政府捷運工程局の機電工程入札番号（CR381/CR381A（信義線13編成）、CG391（松山線10編成）と後年に追加発注されたCD311A（土城線用1編成））のうち、信義線のものに由来する。実際の車両番号とは必ずしも一致しない（下記#編成参照）。またその後の配備再編のため、土城線には投入されていない。

### 沿革
2010年4月16日に量産先行車となる第1編成がロールアウトし、5月25日に北投機廠に搬入された。同年9月までに順次第7編成までが納入された(pp244-245)。
台湾車輌公司担当分のうち量産先行車は2010年6月22日に、量産車6編成は2011年4月から7月に納入されている(p245)。信義・松山線用は2012年1月に全数が、追加調達の2ユニット1編成は2013年8月に落成している。
2012年10月7日から淡水新店線（当時）で順次営業運転に投入された。

## 仕様

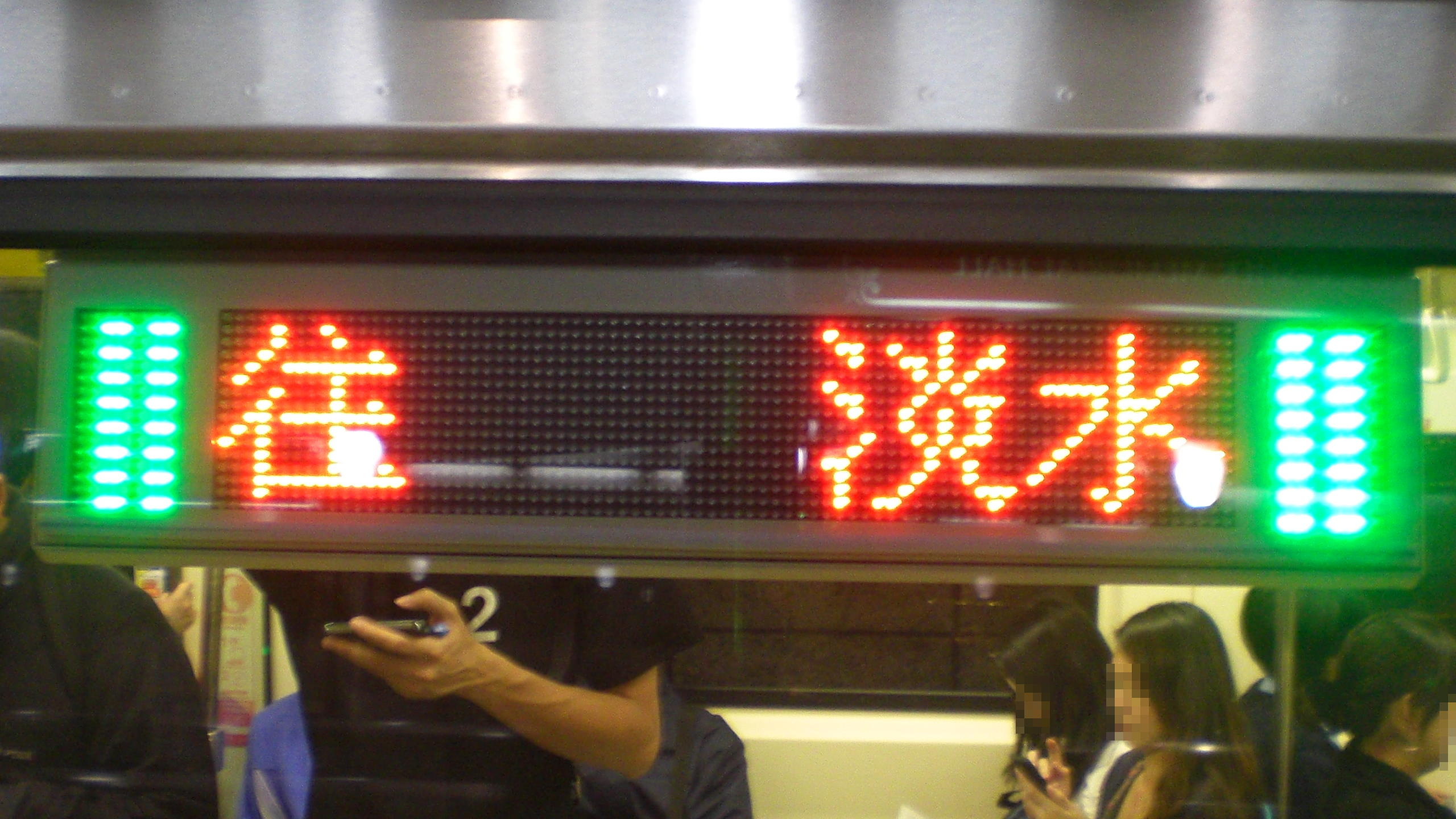
■新店線での車体側面の行先表示(淡水線直通時代)

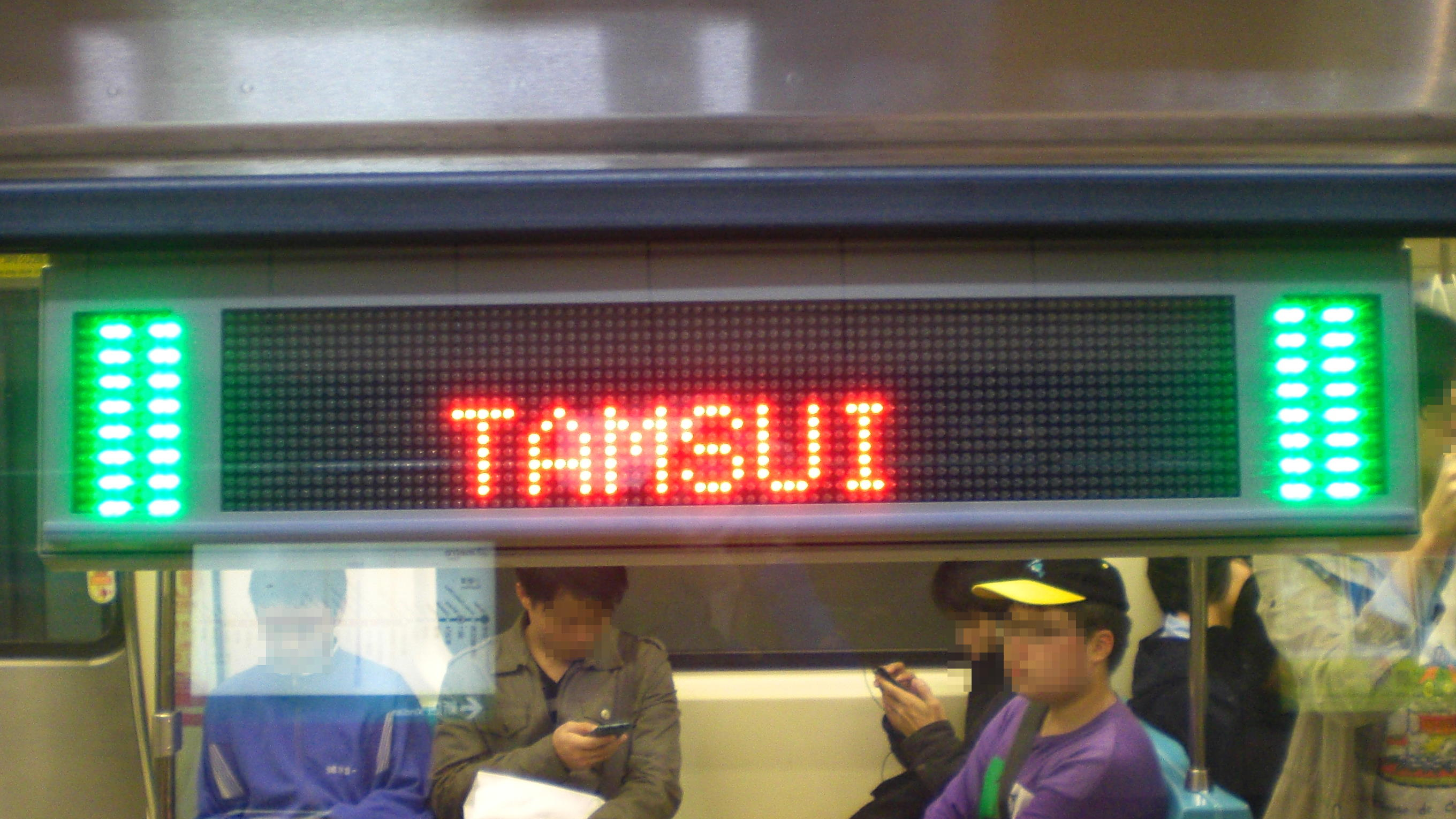
英文表記での行先表示(同上)

主に371型と比較しての相違点、類似点を述べる。
各車両4扉は共通だが、従来形式よりも流線型・曲面デザインがより強調された先頭形状、先頭と側面の青帯も2本線を採用、前面非常扉の窓が追加など、過去形式との判別は容易である。客室天井高さは中間部が2,060mm、両端が2,000mmで371型と同一。ドアは幅1.5メートル、高さ1.86メートルの外開き式プラグドア。
客室内は先頭車運転室背後に折り畳み式の座席を1席設置(p12)、自転車固定装置も含めて北捷で初の事例となった(p11)。両ドア間には円型と曲線三叉を組み合わせたスタンションポールが、ドア間窓上部は従来はなかった啓発広告用LCDのパネルが各車両ごとに計6台設置されている。ドア上にはLEDの一行案内表示機があるが、次駅案内時に大安森林公園駅など全角6文字を表示できるよう改良されており(p37)、ラインカラーの表示も下方に1本から左右に2本と変更されている(p37)。
座席配置は中間車はドア横のロングシート、ドア間の双反式固定クロスシートがL字型に向かい合う形で、両先頭車はオールロングシートだが、運転室から数えて1ドア目と2ドア目の間、3ドア目と4ドア目の間は全く座席がなく、窓下に荷棚が設置されているだけである（後に座席が増設された）。
連結面は台湾鉄路管理局EMU800型同様の転落防止幌が採用され、ロープ状だった従来車よりさらに安全性を増している(p10)。
運転台のTCMS（運転情報管理システム、三菱電機製）の記憶容量は371型の3日分から18日分と大幅に増加している(p110)。
2017年7月末から全車両に無料Wi-Fi「.TPE-Free AD WiFi」が、翌2018年5月からは速度を向上した車内専用の「.TPE-Free AD WiFi-Car」のサービスを開始した。

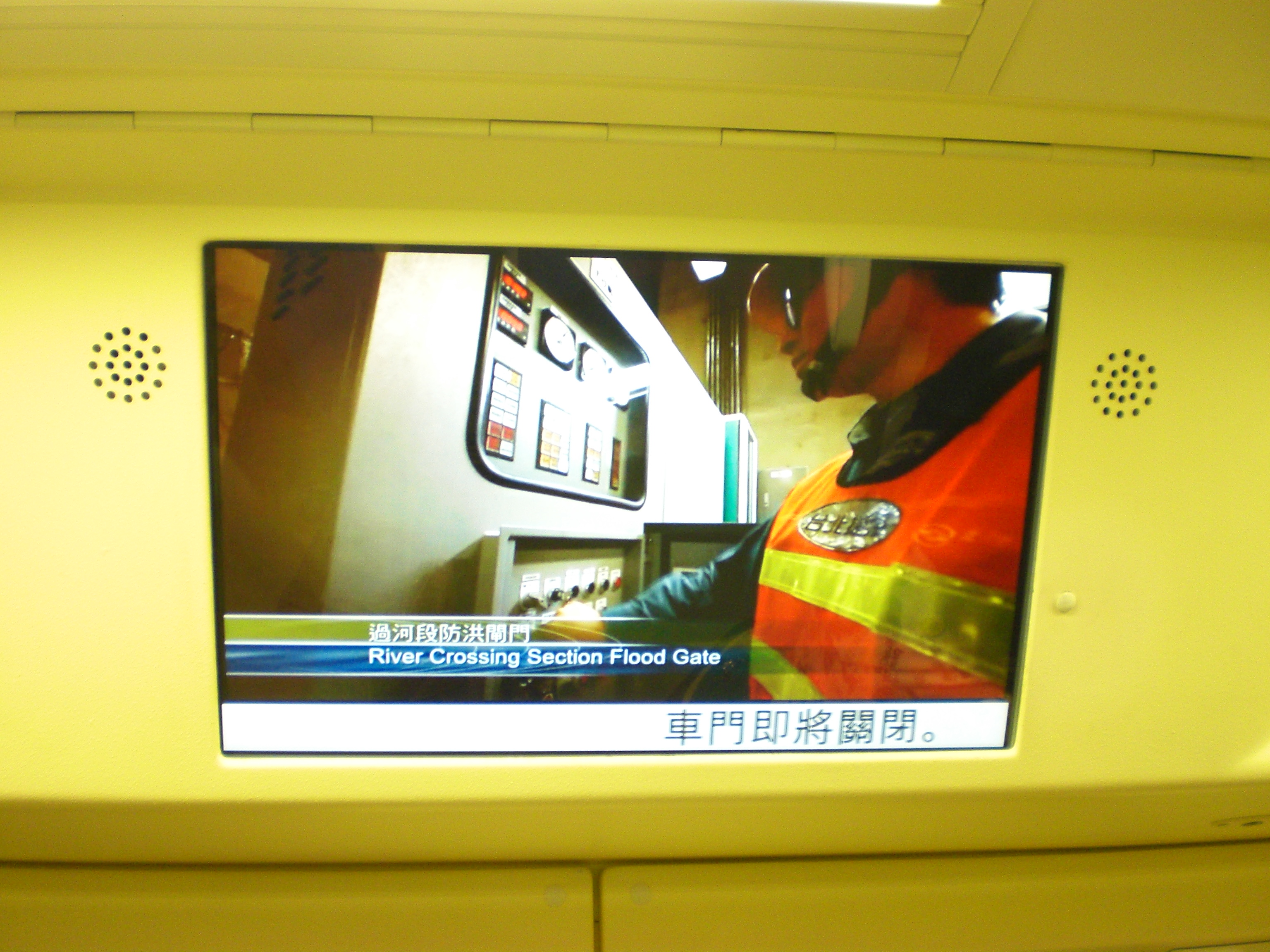
ドア間の広報案内装置
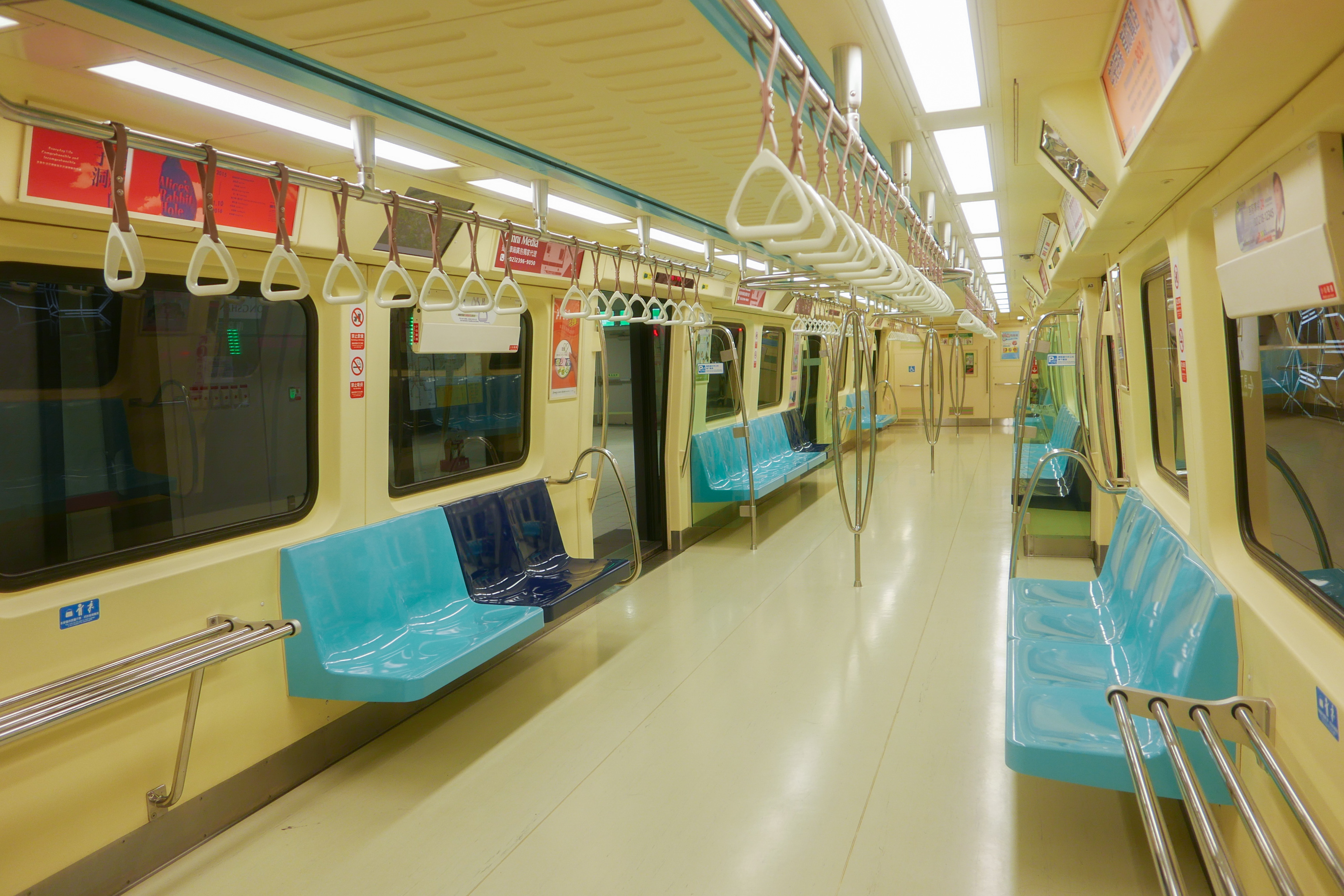
ロングシートの先頭車内装（座席増設済）
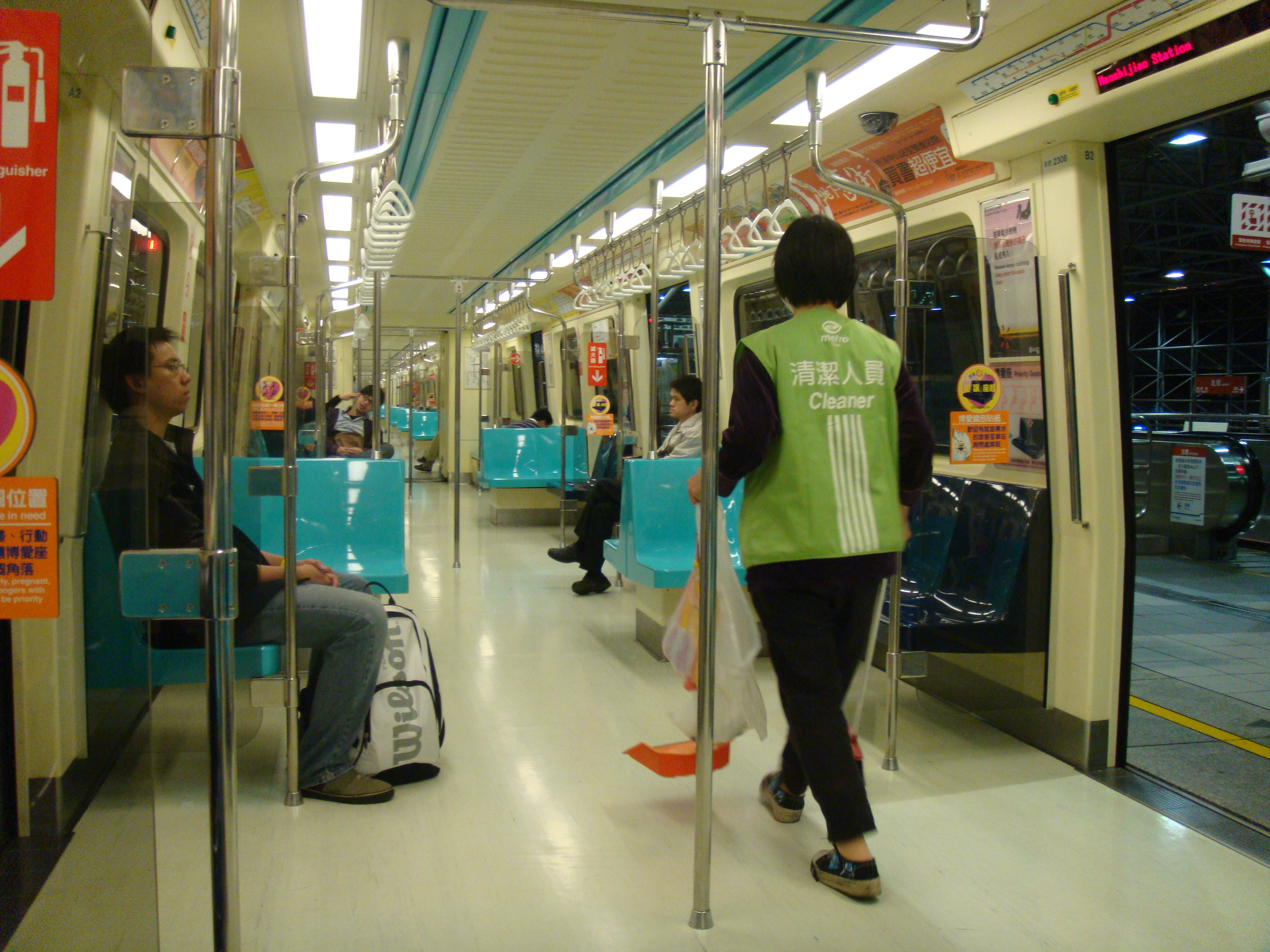
クロスシート主体の中間車内装

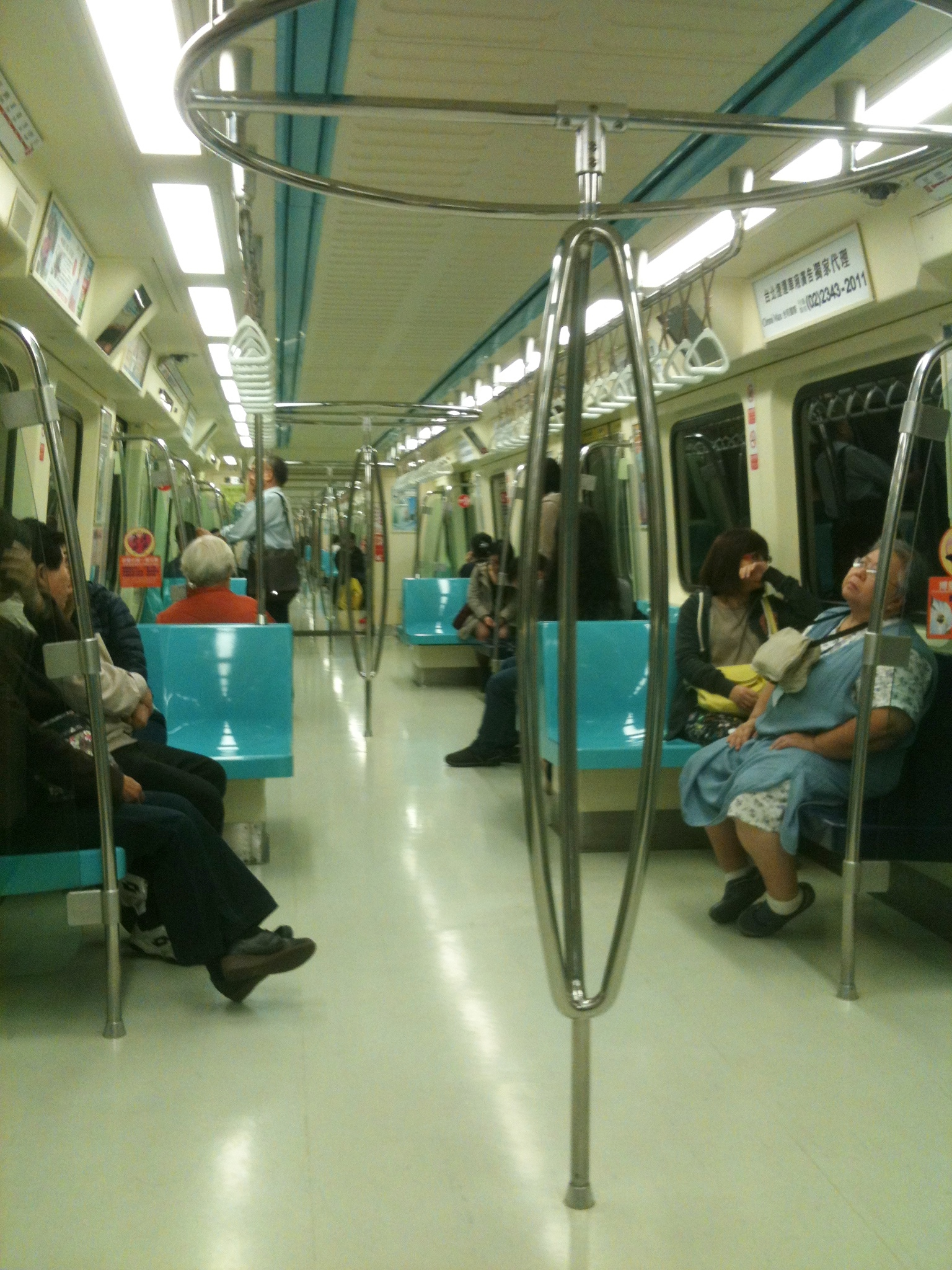
両ドア間のスタンションポール
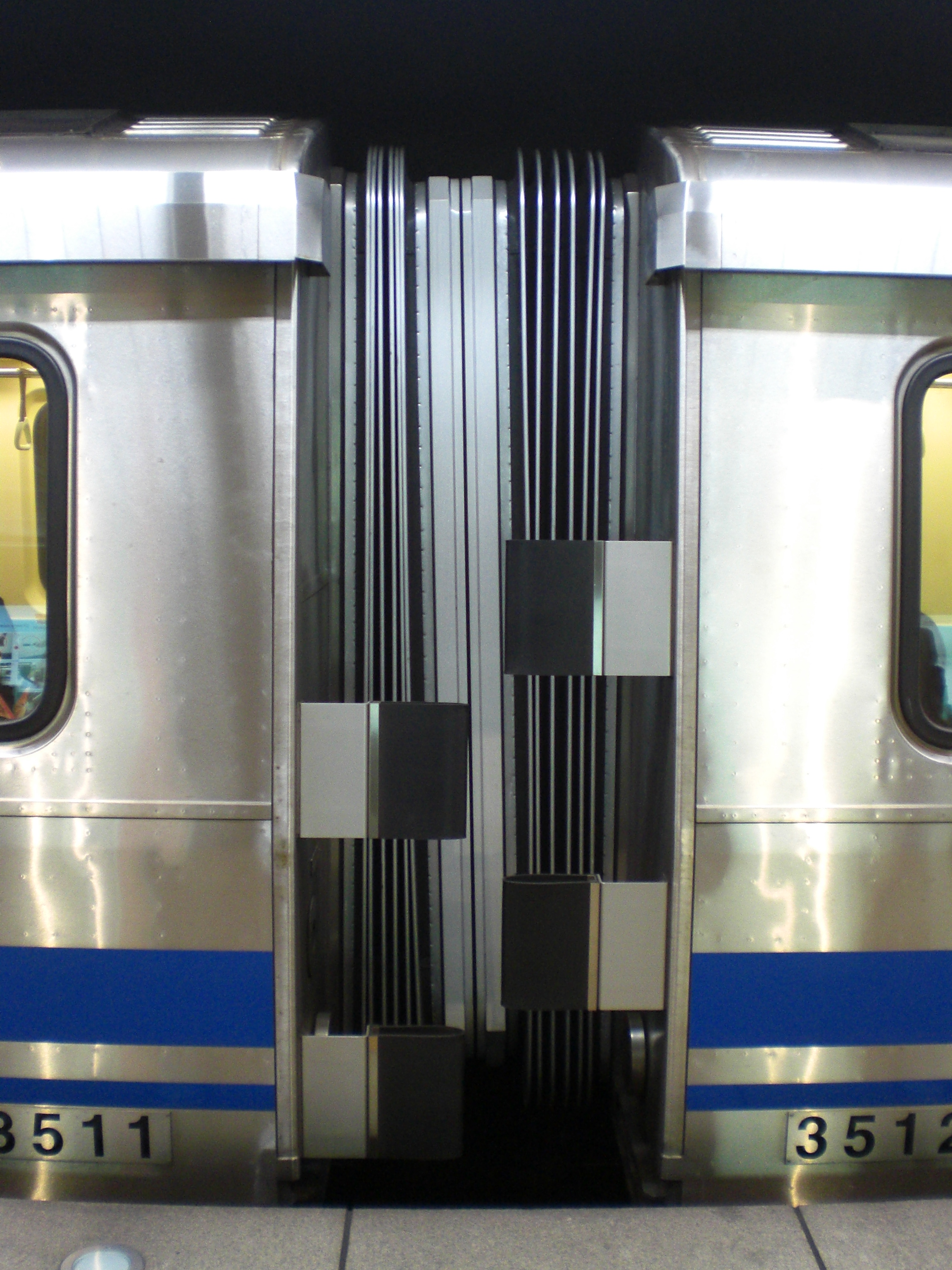
転落防止幌

## 編成
制御電動車 - 中間付随車 - 中間電動車の3連ユニットで2ユニットを前後に連結して4M2Tの6両編成としている。
号車表記は当欄における便宜的なものであり、xxは奇数、yyは偶数を示す。頭の1桁が台北捷運共通の車種、2桁目は381型固有の「5」、下2桁がユニット番号となっている。
|             | 381型        | 381型       | 381型           | 381型           | 381型       | 381型        | 備考 |
| 号車        | 1 DM1        | 2 T         | 3 M2            | 4 M2            | 5 T         | 6 DM1        | ;範例 - VVVF：主制御器（VVVFインバータ装置） - Rc：コンバータ装置 - Mtr：主変圧器 - HSCB：高速遮断器 - SIV：静止形インバータ - CP：空気圧縮機 - BC：補助電源用電池充電器 - ：車椅子固定装置 - ：自転車固定装置 - 折：折り畳み座席 - ：無料Wi-Fi |
| 形式        | 15xx (Mc)    | 25xx (T)    | 35xx (M2)       | 35yy (M2)       | 25yy (T)    | 15yy (Mc)    | ;範例 - VVVF：主制御器（VVVFインバータ装置） - Rc：コンバータ装置 - Mtr：主変圧器 - HSCB：高速遮断器 - SIV：静止形インバータ - CP：空気圧縮機 - BC：補助電源用電池充電器 - ：車椅子固定装置 - ：自転車固定装置 - 折：折り畳み座席 - ：無料Wi-Fi |
| 客室設備    | 折,,         |             |                 |                 |             | 折,,         | ;範例 - VVVF：主制御器（VVVFインバータ装置） - Rc：コンバータ装置 - Mtr：主変圧器 - HSCB：高速遮断器 - SIV：静止形インバータ - CP：空気圧縮機 - BC：補助電源用電池充電器 - ：車椅子固定装置 - ：自転車固定装置 - 折：折り畳み座席 - ：無料Wi-Fi |
| 搭載機器    | VVVF,BC,HSCB | CP,Mtr,SIV  | VVVF,BC,HSCB,CP | VVVF,BC,HSCB,CP | CP,Mtr,SIV  | VVVF,BC,HSCB | ;範例 - VVVF：主制御器（VVVFインバータ装置） - Rc：コンバータ装置 - Mtr：主変圧器 - HSCB：高速遮断器 - SIV：静止形インバータ - CP：空気圧縮機 - BC：補助電源用電池充電器 - ：車椅子固定装置 - ：自転車固定装置 - 折：折り畳み座席 - ：無料Wi-Fi |
| 車体重量(t) | 40.1         | 34.8        | 39.2            | 39.2            | 34.8        | 40.1         | ;範例 - VVVF：主制御器（VVVFインバータ装置） - Rc：コンバータ装置 - Mtr：主変圧器 - HSCB：高速遮断器 - SIV：静止形インバータ - CP：空気圧縮機 - BC：補助電源用電池充電器 - ：車椅子固定装置 - ：自転車固定装置 - 折：折り畳み座席 - ：無料Wi-Fi |
| 座席定員    | 22+折1       | 66          | 66              | 66              | 66          | 22+折1       | ;範例 - VVVF：主制御器（VVVFインバータ装置） - Rc：コンバータ装置 - Mtr：主変圧器 - HSCB：高速遮断器 - SIV：静止形インバータ - CP：空気圧縮機 - BC：補助電源用電池充電器 - ：車椅子固定装置 - ：自転車固定装置 - 折：折り畳み座席 - ：無料Wi-Fi |
| 川崎重工    | 1501 : 1513  | 2501 : 2513 | 3501 : 3513     | 3502 : 3514     | 2502 : 2514 | 1502 : 1514  | ;範例 - VVVF：主制御器（VVVFインバータ装置） - Rc：コンバータ装置 - Mtr：主変圧器 - HSCB：高速遮断器 - SIV：静止形インバータ - CP：空気圧縮機 - BC：補助電源用電池充電器 - ：車椅子固定装置 - ：自転車固定装置 - 折：折り畳み座席 - ：無料Wi-Fi |
| 台湾車輌    | 1515 : 1545  | 2515 : 2545 | 3515 : 3545     | 3516 : 3546     | 2516 : 2546 | 1516 : 1546  | ;範例 - VVVF：主制御器（VVVFインバータ装置） - Rc：コンバータ装置 - Mtr：主変圧器 - HSCB：高速遮断器 - SIV：静止形インバータ - CP：空気圧縮機 - BC：補助電源用電池充電器 - ：車椅子固定装置 - ：自転車固定装置 - 折：折り畳み座席 - ：無料Wi-Fi |
| 台湾車輌    | 1547         | 2547        | 3547            | 3548            | 2548        | 1548         | ;範例 - VVVF：主制御器（VVVFインバータ装置） - Rc：コンバータ装置 - Mtr：主変圧器 - HSCB：高速遮断器 - SIV：静止形インバータ - CP：空気圧縮機 - BC：補助電源用電池充電器 - ：車椅子固定装置 - ：自転車固定装置 - 折：折り畳み座席 - ：無料Wi-Fi |

## 配属・運用
北投機廠(p12)
- 淡水信義線：501-532

新店機廠(p12)
- 松山新店線：533-548

## その他

### 特別仕様車
- 麻吉猫（2016年、親子車両告知として[23][24]）
- 2017年夏季ユニバーシアードラッピング仕様（第24編成547-548、2017年7月～[25][26]）
- 国家両庁院ラッピング仕様（第1編成501-502、2017年10月～[27]）
- ディズニーラッピング仕様（第6編成511-512、2018年[28]）

|        |                      |
| 麻吉猫 | ユニバーシアード仕様 |

### 関連商品
鐵支路模型から迴力車（デフォルメされた無動力の模型）、Nゲージ（先頭車単品、編成セット）が発売されている。